# William I. Sirovich

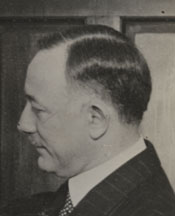
William I. Sirovich

William Irving Sirovich (* 18. März 1882 in York, Pennsylvania; † 17. Dezember 1939 in New York City) war ein US-amerikanischer Arzt und Politiker. Zwischen 1927 und 1939 vertrat er den Bundesstaat New York im US-Repräsentantenhaus.

## Werdegang
William Irving Sirovich wurde ungefähr zwei Monate vor der Verabschiedung des Chinese Exclusion Act in York geboren. Die Familie Sirovich ließ sich 1888 in New York City nieder. Dort besuchte er öffentliche Schulen. Sirovich graduierte am College of the City of New York (heute New York University) und 1906 am Columbia University College of Physicians and Surgeons in New York City. 1906 begann er in New York City als Arzt zu praktizieren. Er arbeitete auch als Lektor, Redakteur und Theaterautor – einige seiner Theaterstücke wurden auf dem Broadway aufgeführt. Zwischen 1906 und 1926 war er Mitglied im fünften District School Board. Er wurde 1913 in die Kommission berufen, welche Ermittlungen über Witwenrenten anstellte, und die staatliche Rentenkommission. Im folgenden Jahr war er Mitglied der State Charities Convention. Zwischen 1910 und 1927 hielt er die Stellung als Superintendent im Peoples Hospital in New York City. Er wurde 1919 Kommissar für Kinderfürsorge (child welfare) – eine Stellung, die er bis 1931 innehatte.
Im Jahr 1924 kandidierte er erfolglos für den 69. Kongress. Politisch gehörte er der Demokratischen Partei an. Bei den Kongresswahlen des Jahres 1926 wurde er im 14. Wahlbezirk von New York in das US-Repräsentantenhaus in Washington, D.C. gewählt, wor er die Nachfolge von Nathan David Perlman antrat. Er wurde sechs Mal in Folge wiedergewählt, starb allerdings während seiner letzten Amtszeit. Als Kongressabgeordneter hatte er den Vorsitz über das Committee on Patents (72. bis 76. Kongress).
Zwischen 1929 und 1932 war er Präsident der Industrial National Bank in New York City. Er nahm 1931 als Delegierter am Interparliamentary Union Congress in Bukarest (Rumänien) teil. Am 17. Dezember 1939 starb er in New York City und wurde dann auf dem Mount Hebron Cemetery in Flushing beigesetzt.